# 독일 총리
독일연방공화국의 총리(독일어: Kanzler der Bundesrepublik Deutschland 칸츨러 데어 분데스레푸블릭 도이칠란트[*])는 독일 연방정부의 수반이다. "총리(칸츨러)"라는 말은 중세 초기부터 "재상"이라는 의미로 사용되었으며, 그 어원은 라틴어 칸켈라리우스(cancellarius)이다. 현임 연방총리는 프리드리히 메르츠이다.
독일어에는 현재 연방총리를 뜻하는 칸츨러(Bundeskanzler) 이외에 "총리"에 해당하는 표현이 여럿 있는데, 프레미어미니스터(Premierminister)와 미니스터프레지덴트(Ministerpräsident)가 그것이다. 전자는 외국의 정부수반(e.g. 영국 총리 등)을 가리킬 때 사용되고, 후자는 독일의 주정부 수반들인 주총리들(e.g. 프로이센 총리 등)을 가리킬 때 사용된다. 과거엔 수상이라는 표현을 많이 썼으나, 현재는 총리라고 부른다.
오늘날과 같은 근대적인 총리 제도는 1867년 북독일 연방 연방총리(Bundeskanzler)로 오토 폰 비스마르크가 취임한 것이 그 시초이다. 1871년 독일의 통일로 북독일 연방이 독일 제국으로 화함으로써 연방총리는 제국총리(Reichskanzler)가 되었고, 제국이 멸망한 뒤 바이마르 공화국에서도 Reichskanzler라는 이름으로 존속되었다. 나치 독일에서는 대통령직과 총리직을 하나로 통폐합, 총리 겸 대통령직을 만들어 아돌프 히틀러가 총통으로 취임하였다. 히틀러가 사망한 뒤 대통령과 총리는 다시 분리되었고, 독일연방공화국 성립 이후로는 독일의 연방총리(Bundeskanzler)로 명칭이 변경되어 그 시초인 북독일 연방 재상과 표현이 같아졌다.
최초의 여성 총리인 앙겔라 메르켈의 취임으로 인해 여총리(Kanzlerin 칸츨러린[*])라는 말이 새로 생겨났다. "칸츨러린"이라는 표현은 "칸츨러"의 여성형 명사이지만 메르켈 취임 전에는 단 한 번도 공식 직함으로 사용된 적이 없다.

## 같이 보기
- 독일의 총리 목록
- 독일의 연방총리